# Psammotettix confinis
Psammotettix confinis är en insektsart som beskrevs av Anders Gustav Dahlbom 1850. Psammotettix confinis ingår i släktet Psammotettix och familjen dvärgstritar. Arten är reproducerande i Sverige. Inga underarter finns listade i Catalogue of Life.